# Miltochrista dohertyi
Miltochrista dohertyi är en fjärilsart som beskrevs av Rothschild 1913. Miltochrista dohertyi ingår i släktet Miltochrista och familjen björnspinnare. Inga underarter finns listade i Catalogue of Life.